# Carlo Taglioni
Pour les articles homonymes, voir Taglioni.
Carlo Taglioni est un danseur italien né à Turin vers 1755 et mort à Naples le 8 avril 1812. Il est le père de Filippo et Salvatore Taglioni, et le grand-père de Marie Taglioni.
Il débute à la cour de Turin en 1773 comme danseur grotesque et devient primo grotesco en 1778. En 1782, il danse à Venise, sous la direction de Gasparo Angiolini, puis à Naples en 1786 et à Palerme en 1789. En 1792, il compose à Florence La Pazza per amore, ballet-pantomime.
Il danse ensuite à Livourne et Pise (1794), Florence (1795), Rome, Sienne et Udine, ainsi qu'à la Fenice de Venise (1797-1798). Il y compose un ballet, Li Sposi contenti, ainsi que les danses des opéras-comiques Amor l'astuzia insegna et  L'Isola piacevole.
En 1809, il est chorégraphe à Vienne, où son fils Filippo est danseur. 